# 바위옷묵
바위옷묵은 바위옷을 주재료로 하여 만든 묵이다. 전라남도 신안군 등 섬 지역의 전통 음식으로, 도토리묵이나 우무묵보다 단단하고 쫄깃하며, 바다 특유의 향미가 있다. 쉽게 부서지지 않고 탱글탱글하다.

## 만들기
채취한 바위옷은 10여 차례 이상 씻어 햇볕에 말려 보관하는데, 묵을 쑬 때는 말린 바위옷을 물에 넣고 세 번 끓여 물이 졸아들 때까지 달인다. 달인 물은 체에 걸러 다시 저어가며 끓인 다음 틀에 부어 식힌다. 묵이 잘 응고되면 먹기 좋게 썰어 양념장과 함께 낸다.

## 같이 보기
- 우무묵